# Zwartringkogelspin
De zwartringkogelspin (Platnickina tincta) is een spinnensoort uit de familie van de kogelspinnen (Theridiidae). De wetenschappelijke naam van de soort werd voor het eerst geldig gepubliceerd in 1802 door Charles Athanase Walckenaer als Aranea tincta.